# Coupe des vainqueurs de coupe masculine de volley-ball 1994-1995
Navigation
Édition précédente Édition suivante
La coupe d'Europe des vainqueurs de coupe de volley-ball masculin 1994-1995 est la 23e édition de la Coupe des vainqueurs de coupe.

## Tour principal

### Finale à quatre
|  | Demi-finales                       | Demi-finales                       |                        |   | Finale                       | Finale                       |
|  | Demi-finales                       | Demi-finales                       |                        |   | Finale                       | Finale                       |
|  |                                    |                                    |                        |   |                              |                              |
|  | 04.03.95, 10-15, 12-15, 15-9, 8-15 | 04.03.95, 10-15, 12-15, 15-9, 8-15 |                        |   | 05.03.95, 11-15, 13-15, 5-15 | 05.03.95, 11-15, 13-15, 5-15 |
|  | 04.03.95, 10-15, 12-15, 15-9, 8-15 | 04.03.95, 10-15, 12-15, 15-9, 8-15 |                        |   | 05.03.95, 11-15, 13-15, 5-15 | 05.03.95, 11-15, 13-15, 5-15 |
|  | Aris Salonique                     | 1                                  |                        |   | 05.03.95, 11-15, 13-15, 5-15 | 05.03.95, 11-15, 13-15, 5-15 |
|  | Aris Salonique                     | 1                                  |                        |   | 05.03.95, 11-15, 13-15, 5-15 | 05.03.95, 11-15, 13-15, 5-15 |
|  | GD San Jose Soria                  | 3                                  |                        |   | 05.03.95, 11-15, 13-15, 5-15 | 05.03.95, 11-15, 13-15, 5-15 |
|  | GD San Jose Soria                  | 3                                  | GD San Jose Soria      | 0 |                              |                              |
|  | 04.03.95, 15-5, 17-16, 15-11       |                                    | GD San Jose Soria      | 0 |                              |                              |
|  |                                    | Daytona Modène                     | 3                      |   |                              |                              |
|  | Daytona Modène                     | Daytona Modène                     | 3                      | 3 |                              |                              |
|  | Daytona Modène                     |                                    |                        | 3 |                              |                              |
|  | Knack Roeselare                    | 0                                  |                        |   |                              |                              |
|  | Knack Roeselare                    | 0                                  | Match pour la 3e place |   |                              |                              |
|  |                                    |                                    |                        |   |                              |                              |
|  | 05.03.95, 6-15, 11-15, 13-15       |                                    |                        |   |                              |                              |
|  |                                    |                                    |                        |   |                              |                              |
|  | Aris Salonique                     | 0                                  |                        |   |                              |                              |
|  | Aris Salonique                     | 0                                  |                        |   |                              |                              |
|  | Knack Roeselare                    | 3                                  |                        |   |                              |                              |
|  | Knack Roeselare                    | 3                                  |                        |   |                              |                              |